# Сурман, Хендрик
Хендрик Сурман (также Иоганн Генрих Сурман; нем. Hendrik Soermans нем. Johann Heinrich Soermans; 2 июня 1700, Гиссен-Аудекерк, Южная Голландия, Республика Соединённых провинций — 13 августа 1775, Гданьск, Королевство Польское) — голландский купец и прадед философа Артура Шопенгауэра.

## Биография
Хендрик Сурман родился 2 июня 1700 года в семье проповедника. Отец Хендрика Сурмана, Иоганнес Сурман (1670—1754) был реформатским проповедником в Гиссен-Аудекеркене и Гиссендаме. Его дедом по отцовской линии был Мартинус Сурман (1638—1705). Его дед Мартинус Сурман был дважды женат, от первого брака у него остался сын Эмундус Сурман (род. 1666), а от второго брака у него осталась дочь Элизабет Сурман (род. 1672), которая была замужем за Хендриком де Вильде (род. 1670). Хендрик Сурман женился в Данциге в 1720 году и поселился там вместе со своим братом, как купец. В 1727 году он получил городское подданство. В 1740 году он приобрёл ферму «Пятый Пелонк» недалеко от Данцига. С 1744 года он имел совместную торговую компанию со своим последующим зятем Андреасом Шопенгауэром. В 1754 году резидентом официальным представителем Нидерландов в Данциге стал также Хендрик Сурман.
Хендрик Сурман умер 13 августа 1775 года в Гданьске и был похоронен в церкви Святого Петра в гробнице № 99.

## Семья
Хендрик Сурман был женат на Анне Марии Раммельманн (род. 1700). У них было несколько детей:
- Иоганн Генрих Сурман (1722—1775) — старший сын, унаследовал компанию «Hendrik Soermanns und Sohn», первым браком был женат на Флорентине Шарлотте Брейне (1719—1756), дочери ботаника, палеонтолога и зоолога Иоганна Филиппа Брейне[нем.] (1680—1764) и внучке купца и ботаника Якоба Брейне[нем.] (1637—1697), от которой у него было двое детей: Иоганн Генрих Сурман (1750—1802) и Анна Шарлотта Сурман (1755—1756), после смерти своей первой жены в 1760 году женился на Шарлотте Уфаген (1740—1763), дочери народного судьи Карла Уфагена (1699—1746) и племяннице купца и судовладельца Петера Уфагена[пол.] (1704—1775), его младшим сыном от второго брака был купец голландского происхождения и сенатор в Данциге Вильгельм Эрнст Фридрих Сурман[нем.] (1763—1825).
- Лавиния Элизабет Сурман (1720—1779) — вышла замуж за Готфрида Мейера (1710—1754), от которого у неё было четверо детей, в том числе Флорентина Рената Мейер (1740—1780) — жена Константина Эрнста Гроддека (1735—1774) и Карла Фридриха фон Гралата (1741—1818), Генрих Готфрид Мейер (1743—1819), Хелена Констанция Мейер (1749—1808), которая была замужем за Иоганном Вильгельмом фон Вейкманом (1737—1819), который был сыном Иоганна Леонхарда Вейкмана (1710—1764), внуком лютеранского богослова Иоахима Вейкмана[нем.] (1662—1736) и правнуком купца Иоганна Леонхарда Вейкмана (1630—1688), и Анна Левина Мейер.
- Хелена Конкордия Сурман (1725—1756) — вышла замуж за Генриха Мартенса (1717—1780), её сыном был Иоганн Готлиб Мартенс (род. 1754).
- Анна Рената Сурман (1726—1804) — в 1745 году вышла замуж за данцигского купца Андреаса Шопенгауэра (1720—1793), от которого имела 15 детей, среди которых был коммерсант Генрих Флорис Шопенгауэр (1747—1805). Бабушка философа Артура Шопенгауэра и писательницы Адели Шопенгауэр.